# Batalla de Caer Caradoc
La batalla de Caer Caradoc va ser l'enfrontament que posà fi a la resistència dels britons comandats per Caratac (Caradog en gal·lès) a la dominació romana. Va tenir lloc l'any 50 i la victòria romana va assegurar el control de les regions del sud de la província de Britànnia.

## Preparacions
Caratac va escollir un terreny muntanyós en territori dels ordòvics, posicionant als seus homes en terreny elevat. Les seves tropes probablement estaven formades per guerrers d'aquelles terres, però hi podia haver també guerrers Silurs. La posició escollida era relativament fàcil de defensar alhora que dificultava l'avanç romà. Allí on el terreny era més pla, Caratac va ordenar aixecar defenses amb grans roques defensades per arquers. Davant seu hi havia un riu, probablement el Severn o el Riu Tern.
Davant d'aquestes defenses, el comandant romà, Publi Ostori Escapula va dubtar en ordenar l'assalt, però finalment l'entusiasme dels seus homes el va convèncer.
Les tropes romanes van travessar el riu sense dificultat, però van quedar a l'abast dels defensors britànics que els van rebre amb una pluja de projectils. Ràpidament, les legions es van protegir sota els escuts adoptant la formació en testudo i així van arribar fins a les primeres defenses, que van prendre a l'assalt.
Els romans eren superiors en el combat cos a cos i els britons es van haver de retirar cap a les muntanyes, perseguits pels romans. Entre la pesada infanteria romana i els auxiliars, van aconseguir de rodejar als homes de Caratac i derrotar-los completament.
L'esposa i les filles del cap rebel van caure presoneres, mentre que el seu germà es va rendir als romans, però el mateix Caratac va aconseguir escapar i va buscar refugi entre els brigants. Per la seva mala sort, la reina Cartimandua era lleial a Roma i el va entregar als romans carregat de cadenes.
Caratac va formar part del triomf de l'emperador Claudi, però més tard va mostrar-se capaç de defensar-se amb un discurs que li va donar la llibertat, juntament amb la seva família, però va haver de quedar-se a Roma.